# Colonizzazione della Luna

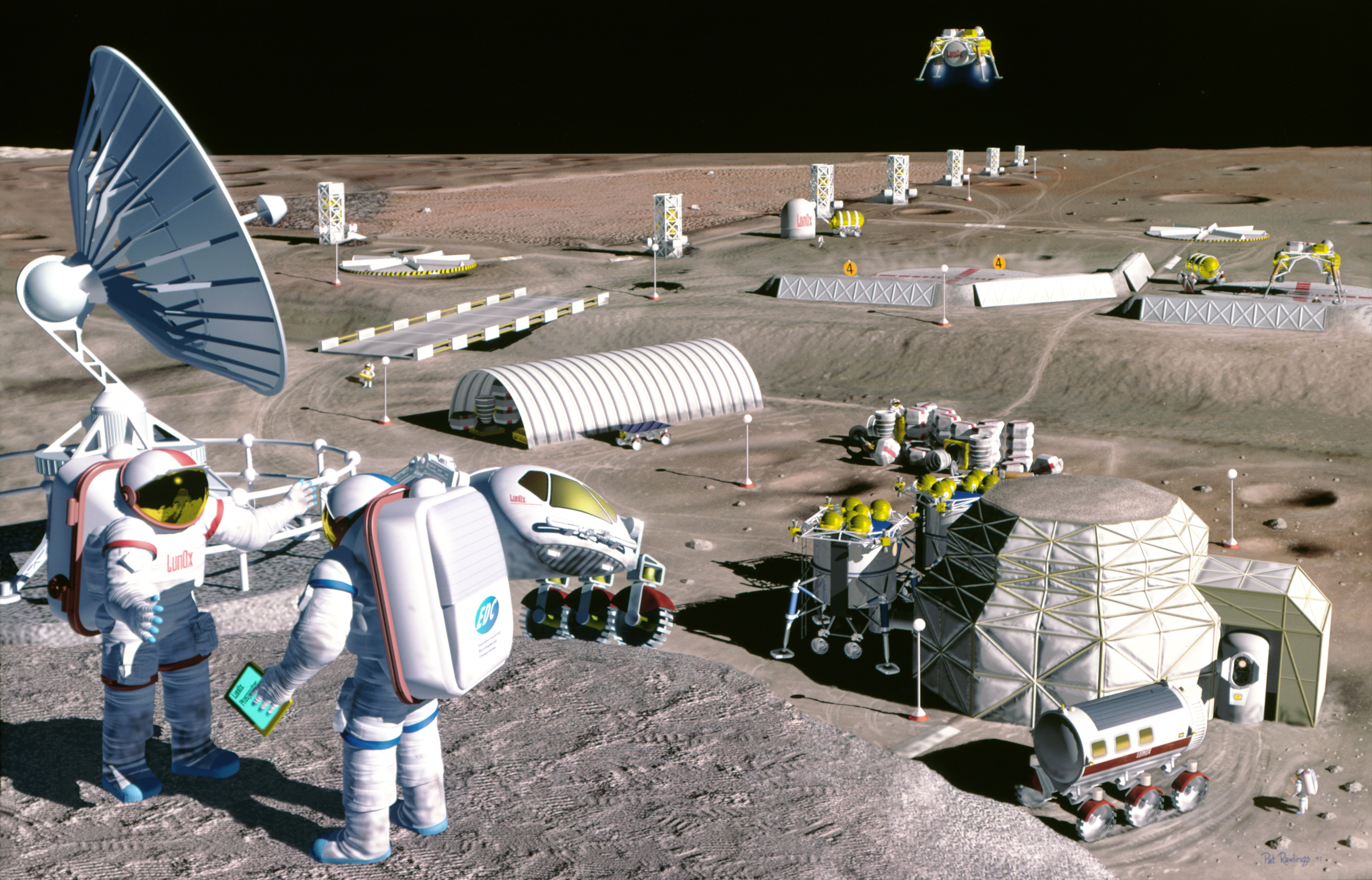
Rappresentazione colonia lunare ESA

Gli insediamenti umani permanenti su corpi celesti diversi dalla Terra sono un tema ricorrente della fantascienza. Col progredire della tecnologia e col crescere dei dubbi sulla sostenibilità a lungo termine della crescita della popolazione umana, l'idea della colonizzazione della Luna o di altri pianeti per alcuni sembra essere un obiettivo fattibile e utile. Per via della sua vicinanza alla Terra e della sua geografia ben studiata, la Luna sembra essere il candidato ideale per una colonia umana nello spazio. Tuttavia il programma Apollo, pur avendo dimostrato la fattibilità del viaggio, ha raffreddato gli entusiasmi per la realizzazione di una colonia lunare perché i campioni di roccia e sabbia riportati sulla Terra hanno dimostrato la quasi assenza sulla superficie lunare di quegli elementi chimici leggeri che sono essenziali per sostenere la vita.
Alcune delle maggiori agenzie spaziali prevedono un ritorno sulla Luna con missioni umane attorno al 2030, tra queste la NASA nel 2024 con il programma Artemis e l'agenzia spaziale cinese in collaborazione con l'ESA e con Roscosmos.

## Storia
L'idea di una colonia permanente sulla Luna nasce ben prima dell'era spaziale; fu Konstantin Ciolkovskij, tra i primi a suggerirla. Dagli anni cinquanta in poi numerose proposte e idee sono state presentate da scienziati, ingegneri e scrittori.
Arthur C. Clarke propose nel 1954 l'idea di una base lunare composta da moduli gonfiabili isolati ricoprendoli di sabbia lunare. Una nave spaziale assemblata nell'orbita terrestre bassa verrebbe diretta ad allunare sul Mare Imbrium, dove gli astronauti andrebbero ad assemblare dei moduli gonfiabili simili ad iglù ed un'antenna radio. i passi successivi consisterebbero nell'impiantare una struttura a cupola permanente più grande, un purificatore d'aria basato su alghe, un reattore nucleare e delle "catapulte elettromagnetiche" per lanciare merci e carburante alle navi poste nello spazio esterno.
Nel 1959 John S. Rinehart suggerì che il progetto più sicuro fosse quello di una struttura capace di "galleggiare su un oceano di sabbia" dato che allora si pensava che la superficie lunare fosse coperta da profondi oceani di sabbia. Il progetto consisteva di un semicilindro con due semi-cupole alle estremità.
Il Project Horizon era uno studio del 1959 dell'esercito statunitense per stabilire un forte sulla Luna entro il 1967 diretto dall'ingegnere balistico tedesco H. H. Koelle della Army Ballistic Missile Agency. Prevedeva il trasferimento di 254 tonnellate di materiali attraverso numerosi lanci (61 Saturn I e 88 Saturn V) da completarsi entro il 1966.

### La fase esplorativa
L'esplorazione della superficie lunare ebbe inizio nel 1959, quando la sonda sovietica Luna 2 impattò con la superficie lunare. Nello stesso anno la missione Luna 3 trasmise a Terra fotografie dell'allora mai vista faccia nascosta della Luna. Fu l'inizio di una serie decennale di esplorazioni lunari condotte da sonde automatiche.
In risposta al programma sovietico di esplorazione spaziale, il presidente statunitense John F. Kennedy dichiarò al Congresso il 25 maggio 1961: "Io credo che questa nazione debba impegnarsi per raggiungere entro la fine del decennio l'obiettivo di portare un uomo sulla Luna e riportarlo sulla Terra". Nello stesso anno le autorità sovietiche annunciano pubblicamente la volontà di portare un equipaggio sulla Luna e di installarvi una base.
Nel 1962, John DeNike e Stanley Zahn pubblicano la loro idea di una base sotto la superficie del Mare della Tranquillità. Una base per un equipaggio di 21 uomini posta a quattro metri di profondità, in modo da essere protetta dalle radiazioni solari in maniera analoga a come la Terra è protetta dall'atmosfera. Sostengono inoltre la scelta dei reattori nucleari come fonte di energia perché più efficienti dei pannelli solari e funzionanti anche durante le lunghe notti lunari. Anch'essi prevedono il ricorso a purificatori d'aria basati sulle alghe.
L'esplorazione della superficie da parte di esseri umani inizia con la missione Apollo 8, che nel 1968 orbita attorno alla Luna con tre astronauti a bordo. È la prima volta che occhi umani vedono direttamente la faccia nascosta del satellite. L'anno successivo il modulo Apollo 11 porta sulla superficie due astronauti, dimostrando la possibilità umana di viaggiare fino alla Luna, eseguire attività di ricerca e ritornare con campioni di suolo lunare.
Le missioni successive proseguirono questa fase di esplorazione. Apollo 12 allunò vicino alla nave Surveyor 3 dimostrando la fattibilità di allunaggi di precisione. Dopo il quasi-disastro dell'Apollo 13, la missione Apollo 14 fu l'ultima in cui gli astronauti rimasero in quarantena al loro rientro. La missione Apollo 15 fece uso di rover lunari e Apollo 16 fece il primo allunaggio sugli altopiani della Luna.
L'interesse per l'esplorazione della Luna tuttavia iniziava a calare presso il pubblico statunitense, Apollo 17 fu l'ultima missione, le successive missioni programmate (Apollo 18, 19 e 20) vennero annullate dal presidente Nixon. L'attenzione si volse sullo Space Shuttle e sulle missioni con equipaggio nelle orbite basse. In risposta a questo cambio di direzione, anche l'Unione Sovietica iniziò a lavorare ad un progetto di shuttle. Ciò non le impedì negli anni settanta di portare a termine il Programma Luna con tre sonde automatiche (la prima fu Luna 16) che riportarono a Terra campioni di suolo lunare. Il programma lunare sovietico trovò quindi il suo epilogo nel 1976.
Nei decenni successivi l'interesse per l'esplorazione lunare è calato considerevolmente, lasciando solo pochi entusiasti a sostenere un ritorno. La probabile presenza di ghiaccio ai poli lunari ha ridato impulso ai programmi lunari, che trovano nella Cina una nazione nuovamente interessata all'esplorazione del satellite. Gli Stati Uniti hanno risposto agli annunci del programma lunare cinese con l'intenzione di tornare con un equipaggio sulla Luna entro il 2025 e di realizzare sul lungo termine una base stanziale che faccia da trampolino per raggiungere Marte.

## Pro e contro
A prescindere dalla questione generale se una colonia umana oltre la Terra sia fattibile o desiderabile, i sostenitori della colonizzazione spaziale sottolineano per la Luna come sede di una colonia stanziale una serie di vantaggi e svantaggi.

### Vantaggi
In genere, l'insediamento di una colonia su un corpo celeste comporta la fornitura di grandi quantità di materiale per la costruzione della base stessa, nonché per altri utilizzi, compresa la schermatura dalle radiazioni. L'energia richiesta per lanciare oggetti dalla Luna verso lo spazio è molto inferiore a quella richiesta per eseguire la stessa operazione dalla Terra, il che permette alla Luna di fungere da sito di costruzione o stazione di rifornimento per astronavi. Alcune proposte includono l'uso di dispositivi ad accelerazione elettromagnetica per lanciare oggetti nello spazio senza dover ricorrere a razzi.
Oltre a ciò, la Luna è il corpo celeste più vicino alla Terra tra quelli di grandi dimensioni, la sua distanza si mantiene stabilmente attorno ai 384.400 chilometri. Questa vicinanza ha alcuni vantaggi:
- Un tempo di percorrenza breve; gli astronauti delle missioni Apollo coprirono la distanza in tre giorni. Un tempo così breve permette sia di inviare rapidamente missioni di emergenza dalla Terra o di evacuare rapidamente l'equipaggio della base lunare. Per confronto, la distanza che ci separa da Marte con le attuali tecnologie richiede mesi di viaggio.
- I prezzi della costruzione della colonia sarebbero molto inferiori rispetto a quelli di una colonia su Marte
- il ritardo delle telecomunicazioni è di 1,2 secondi e non impedisce le normali conversazioni in voce e video. Per confronto, il ritardo con Marte va da otto a quaranta minuti circa. Questo potrebbe essere cruciale nelle prime fasi di fondazione della colonia, dove emergenze e situazioni critiche potrebbero avvalersi dell'assistenza dalla Terra in tempo pressoché reale (un esempio di ciò fu la missione Apollo 13).
- Sulla faccia vicina della Luna la Terra appare grande e sempre visibile, mentre su Marte quando è visibile appare come una stella. L'equipaggio di una colonia lunare si sentirebbe psicologicamente meno distante dalla Terra.
- Una base lunare sarebbe un eccellente sito per un osservatorio astronomico. Data la lenta rotazione della Luna, le osservazioni in luce visibile potrebbero durare interi giorni. Sarebbe inoltre possibile mantenere costantemente sotto osservazione un bersaglio tramite una serie di osservatori distribuiti lungo la circonferenza lunare. Un radiotelescopio sulla Luna potrebbe essere molto più grande di quello di Arecibo per via della bassa gravità. Inoltre la Luna è geologicamente morta, questo - unito all'assenza di attività umana diffusa - rende quasi assenti i disturbi da vibrazione meccanica e quindi più efficienti i telescopi a interferometria.
- Va infine tenuto conto che sulla Luna potrebbero essere scoperti ricchi giacimenti di minerali rari sulla Terra (come il titanio, l'oro, il palladio, l'iridio e l'uranio) ma anche minerali comuni (come il ferro, il nichel, l'alluminio), dato che sulla sua superficie molti meteoriti (agglomerati d'asteroidi o comete), notoriamente abbondanti di questi minerali, arrivano pressoché intatti a causa dell'assenza d'atmosfera sull'estensione lunare. Considerando inoltre che sulla Luna è stato trovato l'elio-3, che potrebbe essere utilizzato dalle centrali elettriche a fusione nucleare, si estenderebbero le capacità di rifornire sia la Terra sia la Luna d'energia per città e/o basi lunari.

### Svantaggi
La Luna offre tuttavia alcuni svantaggi come sito per una colonia:
- La lunga notte lunare impedisce di far affidamento all'energia solare e richiede la progettazione di una struttura capace di reggere temperature estreme. Un'eccezione a questa restrizione sono alcuni rilievi posti in prossimità del polo nord lunare, che sono illuminati per lunghi periodi di tempo. Altre aree vicine ai poli che sono illuminate per la maggior parte del tempo potrebbero essere utilizzate per insediarvi una rete di centrali elettriche.
- Sulla Luna sono quasi assenti gli elementi chimici leggeri - idrogeno, ossigeno, carbonio, azoto - benché si sia trovato del ghiaccio d'acqua in prossimità dei poli. Questi elementi sono necessari per produrre aria respirabile, cibo e propellente e dovrebbero essere importati dalla Terra fino alla scoperta di fonti più economiche. Questo limiterebbe la crescita della colonia e la manterrebbe dipendente dalle risorse della Terra. Una possibilità potrebbe essere l'utilizzare navi da trasporto realizzate con materiali ricchi di elementi leggeri (fibra di carbonio o altre materie plastiche ad esempio), anche se la conversione di questi materiali in forme utili ad un sistema capace di sostenere la vita sono comunque complesse e costose. L'ossigeno è presente sulla Luna, è il principale elemento costituente della regolite che copre la sua superficie, ma l'energia richiesta per liberarlo è elevata. È possibile che, come l'asteroide troiano binario 617 Patroclus, molti oggetti troiani nell'orbita di Giove siano composti principalmente di ghiaccio d'acqua e la presunta grande quantità di ghiaccio d'acqua sull'asteroide 1 Ceres fa pensare che recuperare elementi leggeri da tali corpi possa essere un'operazione fattibile in un futuro non troppo distante, tuttavia queste possibilità sono ancora ipotesi e potrebbero non essere disponibili per una colonia lunare per molto tempo. Esclusa la Terra, una delle fonti di elementi leggeri più vicine alla Luna è Marte, qualcuno suggerisce che la realizzazione di una colonia su Marte renderebbe più facile insediarne successivamente una sulla Luna.
- Vi è incertezza su quanto la gravità lunare (un sesto di g) sia sufficiente per impedire i fenomeni di deperimento a lungo termine dell'organismo umano. È dimostrato che l'esposizione all'assenza di peso per periodi di tempo dell'ordine dei mesi crea una riduzione delle masse di ossa e muscoli, nonché una depressione del sistema immunitario. Effetti simili vengono prodotti da un ambiente a bassa gravità, anche se le uniche evidenze sperimentali di cui finora disponiamo sono riferite ad ambienti a gravità zero. L'esercizio fisico quotidiano sembra essere parzialmente efficace nel prevenire gli effetti della gravità zero.
- L'assenza di atmosfera rende la superficie lunare non isolata ed esposta e grandi sbalzi di temperatura, nonché a livelli di radiazione paragonabili a quelli sperimentabili nel vuoto dello spazio interplanetario. L'assenza di atmosfera aumenta inoltre il rischio di impatto da meteore; in queste condizioni anche piccole pietre hanno il potenziale per distruggere strutture non adeguatamente protette.

## Posizione
L'astronomo russo Vladislav V. Ševčenko propose nel 1988 tre requisiti che un sito adatto ad una base lunare deve possedere:
- presentare buone condizioni per eseguire operazioni di trasporto
- essere vicino ad un gran numero di fenomeni e oggetti naturali di interesse scientifico
- essere vicino a fonti di risorse naturali

### Regioni polari
I poli della Luna sono interessanti principalmente per due ragioni: l'evidente presenza di ghiaccio d'acqua in alcune zone perennemente in ombra e l'asse di rotazione lunare, quasi perfettamente perpendicolare al piano dell'eclittica, che rende possibile sfruttare la sola energia solare per fornire energia alla colonia; una serie di centrali solari può essere disposta in modo da averne sempre almeno una esposta alla luce solare a distanze tali che permettano la creazione di una rete elettrica. Alcuni punti inoltre hanno un'insolazione pressoché permanente. Ad esempio il monte Malapert vicino al cratere Shackleton, nei pressi del polo sud lunare è:
- esposto al sole per la maggior parte del tempo, due schiere di pannelli solari garantirebbero una produzione di energia continua;
- la sua vicinanza al cratere Shackleton (116 km di diametro) renderebbe tale centrale elettrica utile per un osservatorio posto nel cratere; un telescopio infrarosso beneficerebbe della bassa temperatura, un radiotelescopio beneficerebbe dell'essere schermato dal rumore proveniente dalla Terra;
- i vicini crateri (tra cui lo Shoemaker) sono costantemente in ombra ed è probabile che contengano quantità consistenti di ghiaccio d'acqua[7][8][9];
- con la sua altitudine di 5.000 m offre un orizzonte ampio per le telecomunicazioni;
- il bacino Polo Sud-Aitken è il più largo bacino da impatto del Sistema Solare e offrirebbe ai geologi un accesso agli strati più profondi della superficie lunare.

Al polo nord una possibile sede per una base è stata individuata nel bordo del cratere Peary. Dall'analisi delle immagini della missione Clementine risulta che alcune parti del bordo del cratere sono permanentemente illuminate (eccetto durante le eclissi lunari), in conseguenza di ciò le temperature si mantengono abbastanza stabili sui -50 °C, comparabili con quelle di un inverno nell'Antartide o in Siberia. Anche l'interno del cratere Peary potrebbe ospitare depositi di ghiaccio.
La presenza di ghiaccio d'acqua nelle regioni polari della Luna non è comunque ancora certa; in contrasto con i risultati positivi della missione Clementine, Cornell News ha pubblicato i risultati di un esperimento radar condotto dal radiotelescopio di Arecibo, dal quale non si è avuta alcuna evidenza di presenza di acqua sulla Luna.

### Regioni equatoriali
È probabile che le regioni equatoriali della Luna presentino concentrazioni più elevate di elio-3 per via del maggior angolo di incidenza del vento solare. Sono anche vantaggiose rispetto a quelle polari per effettuare lanci, anche se la scarsa velocità di rotazione della Luna rende il vantaggio minimo.
Un sito che risponde ai requisiti citati da Ševčenko è l'Oceanus Procellarum, in cui molte sonde sono atterrate. Molte aree di quella zona potrebbero essere oggetto di studio, tra esse l'anomalia Reiner Gamma ed il cratere Grimaldi con il suo fondo scuro.

### La faccia nascosta
Una base posta sulla faccia nascosta della Luna non avrebbe un canale di comunicazione diretto con la Terra, benché sia possibile risolvere il problema con un satellite per telecomunicazioni in orbita attorno al punto lagrangiano L2 del sistema Terra-Luna.
Potrebbe essere una buona localizzazione per un grande radiotelescopio perché sarebbe ottimamente isolata dal rumore prodotto dalla Terra. La topografia della faccia nascosta non è nota con lo stesso dettaglio della faccia vicina e non vi è stata ancora nessuna esplorazione del suo suolo.
Si stima che i "mari" della faccia nascosta contengano le più elevate concentrazioni di elio-3, nonché concentrazioni significative di ilmenite, un minerale a base di titanio. La faccia vicina è parzialmente schermata dalla Terra dal flusso del vento solare, mentre la faccia nascosta è esposta completamente ad esso e riceve pertanto un maggior flusso di ioni.

## Struttura

### Habitat

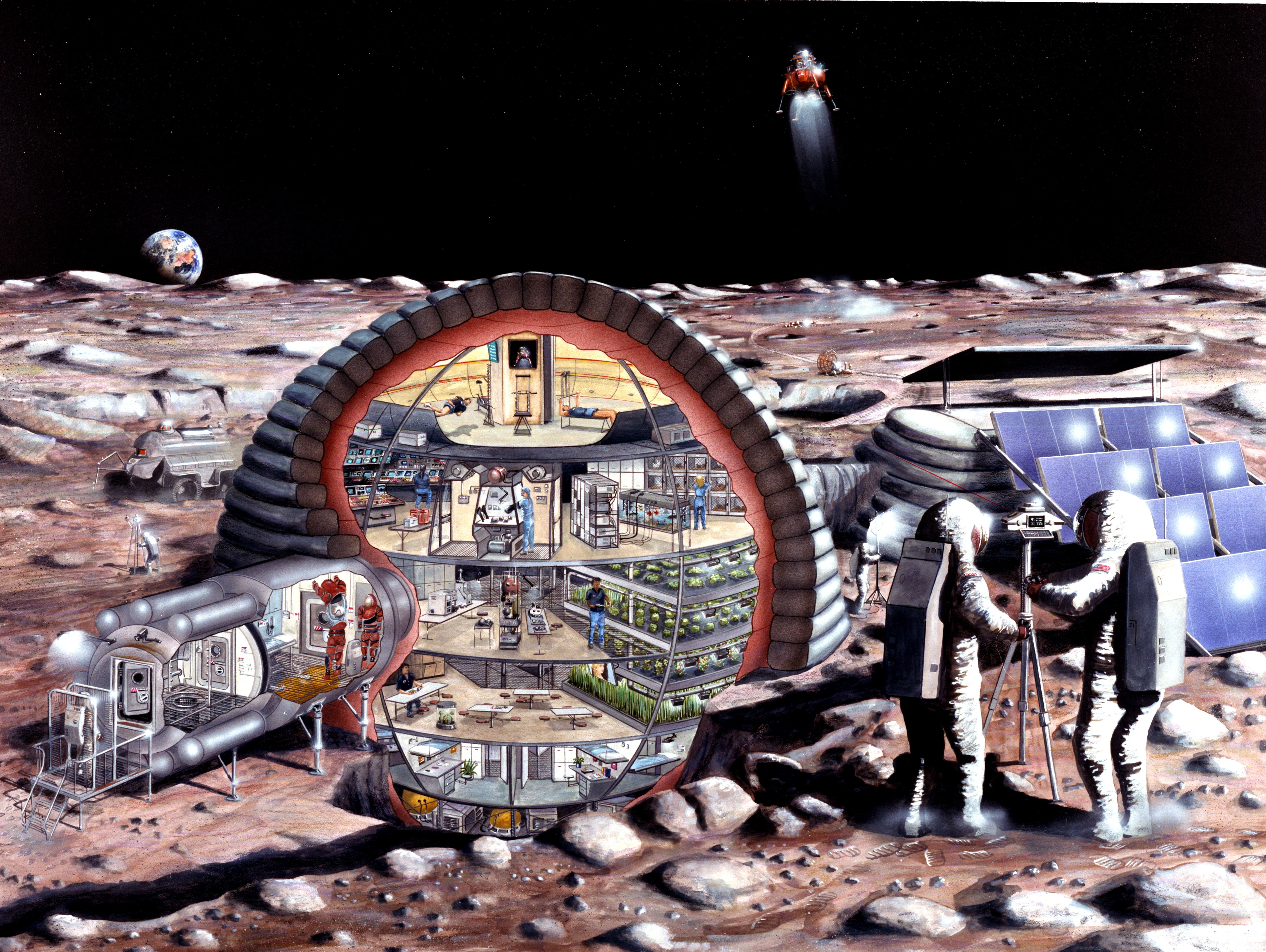
Base lunare con modulo gonfiabile, rappresentazione artistica. (NASA)

Numerose sono state le proposte per il tipo di moduli abitativi, i progetti si sono evoluti di pari passo alla conoscenza umana della Luna e alle possibilità offerte dalle tecnologie. Si va da navi spaziali a serbatoi di propellente vuoti a moduli gonfiabili di varie forme. Sin dall'inizio si tenne conto dei pericoli dell'ambiente lunare quali la brusca escursione termica, la mancanza di atmosfera e campo magnetico (e quindi l'esposizione a radiazioni e micrometeoriti) e le lunghe notti.
Alcuni hanno suggerito la costruzione di colonie sotterranee, che sarebbero protette sia da radiazioni che da micrometeoriti. Una prima missione prevederebbe l'invio di una scavatrice automatica controllata dalla Terra in grado di scavare gli ambienti e di rinforzarli con l'applicazione di una sorta di cemento, possibilmente ottenuto con i materiali presenti sul posto. Seguirebbe quindi l'applicazione di materiale poroso isolante e infine l'inserimento in tali spazi di moduli sigillati. Come alternativa agli scavi è stato proposto lo sfruttamento di cavità lasciate libere dal fluire della lava, tuttavia l'esistenza di simili cavità sulla Luna è ancora da dimostrare.
Un'alternativa più semplice potrebbe consistere nel costruire la base sulla superficie e ricoprirla di suolo lunare. Sono stati proposti anche altri mezzi protettivi, come ad esempio l'impiego di campi magnetici artificiali per schermare la radiazione solare.

## Energia
Una base lunare ha bisogno di una fonte di energia per mantenere le condizioni idonee alla vita, per comunicare e svolgere le proprie attività di produzione o ricerca.

### Energia nucleare
Un reattore a fissione nucleare potrebbe soddisfare la domanda energetica di una base lunare e rispetto ad un reattore a fusione nucleare ha il vantaggio di essere una tecnologia già disponibile. Il vantaggio di un reattore a fusione nucleare è la disponibilità di elio-3 sulla Luna, che verrebbe usato come combustibile, tuttavia non vi è certezza di quando un reattore di questo genere sarà realizzabile e disponibile.
Generatori termoelettrici a radioisotopi possono trovare impiego come fonti energetiche di emergenza per le basi alimentate da energia solare.

### Energia solare
Può rappresentare una fonte di energia relativamente economica per una base lunare, soprattutto perché molte delle materie prime necessarie alla costruzione di pannelli solari possono essere estratte sul posto. Tuttavia la lunga notte lunare (14 giorni terrestri) è un grosso ostacolo allo sfruttamento dell'energia solare, che potrebbe essere risolto realizzando una serie di postazioni tali per cui ve ne sia sempre almeno una esposta al Sole; esistono inoltre sulla Luna, in prossimità dei poli, punti in cui l'insolazione è quasi costante.
Non è necessario che la conversione dell'energia solare avvenga solo attraverso celle di silicio; si può anche sfruttare l'elevato gradiente di temperatura tra le zone in ombra e quelle alla luce. La luce può altresì essere riflessa tramite specchi e usata sia come tale per illuminare le strutture che come fonte di calore per processi agricoli e industriali.

### Celle a combustibile
Le celle a combustibile dello Space Shuttle funzionano regolarmente fino a 17 giorni consecutivi; sulla Luna sarebbero necessarie per 14,75 giorni - la durata di una notte lunare. Durante il giorno lunare i pannelli solari (sia fotovoltaici che termici) potrebbero essere usati per produrre l'elettricità necessaria per scindere nuovamente l'acqua (che è lo "scarto" delle celle a combustibile) in idrogeno e ossigeno da usare durante la notte lunare successiva.
L'attuale tecnologia delle celle a combustibile è ancora migliore rispetto a quelle impiegate sullo Space Shuttle, le celle a membrana a scambio protonico (Proton Exchange Membrane, PEM) sviluppano meno calore, richiedono pertanto radiatori meno ingombranti e risultano essere più leggere e quindi più economiche da lanciare dalla Terra.

## Trasporti

### Sulla superficie

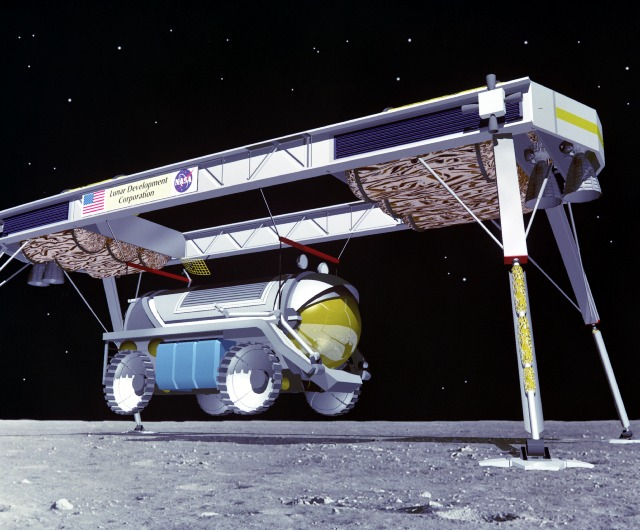
Un rover lunare caricato da una nave cargo. Elaborazione artistica. (NASA)

Gli occupanti della base avranno necessità di muoversi su lunghe distanze per trasferire merci da e verso moduli e navi e per condurre ricerche scientifiche su ampie aree della superficie lunare per lunghi periodi. Le possibili soluzioni includono numerose varianti, da piccoli rover aperti a laboratori mobili pressurizzati, a veicoli che si spostano volando o saltando.
I rover sono utili se il territorio non è troppo inclinato o corrugato. A tutt'oggi i rover che hanno operato sulla superficie lunare sono quelli del programma Apollo (Lunar Roving Vehicle, LRV, con equipaggio) e quelli del programma Lunokhod (automatici). Gli LRV sono rover aperti per due persone ed è allo studio della NASA un laboratorio mobile pressurizzato. L'Unione Sovietica progettò alcune varianti del Lunokhod per poterli adattare a missioni con equipaggio sulla Luna e su Marte; questi rover sono chiusi e pressurizzati, adatti a missioni lunghe.
Qualora più basi venissero insediate sulla Luna, queste potrebbero essere collegate permanentemente attraverso sistemi ferroviari; sono stati proposti sia veicoli convenzionali che veicoli basati sulla levitazione magnetica (Mag-Lev). Questi ultimi sono particolarmente interessanti dato che non vi è atmosfera che freni i treni con la propria resistenza, consentendo il raggiungimento di velocità notevoli. Una particolarità dei treni lunari tuttavia sarà il fatto che ogni vagone deve essere sigillato ed attrezzato con sistemi di supporto vitale; devono essere inoltre molto resistenti in caso di deragliamento, dato che la perforazione del vagone potrebbe portare rapidamente alla morte degli occupanti.
Veicoli in grado di volare con e senza equipaggio, da usare in aree difficili, sono state proposte alla NASA dalla Bell Aerosystem.

### Verso lo spazio

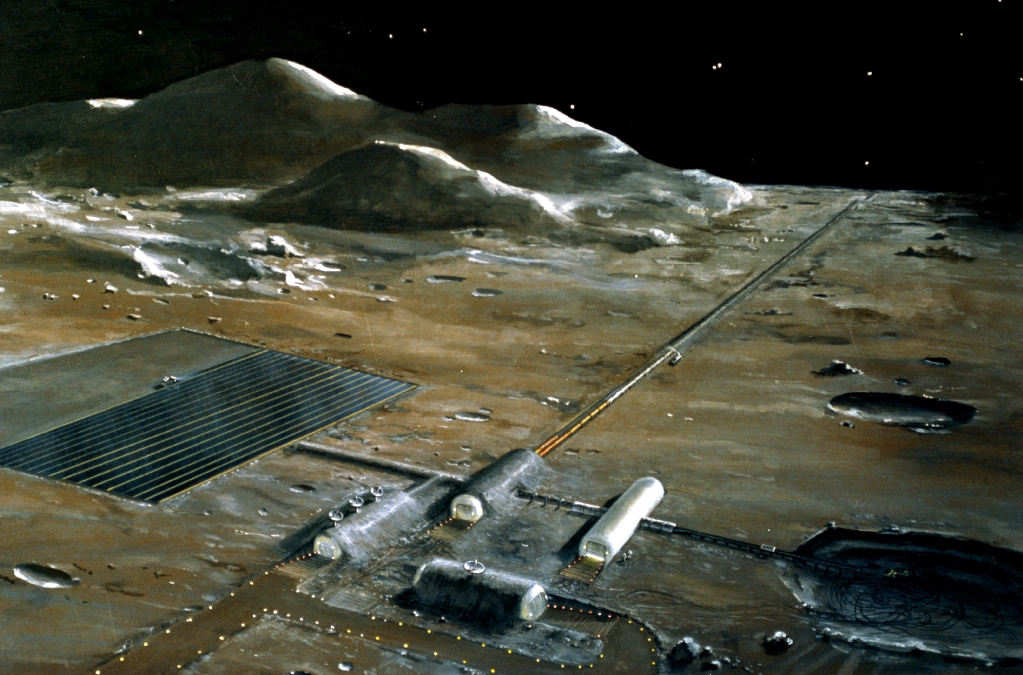
Una base lunare con una catapulta elettromagnetica (la lunga struttura protesa verso l'orizzonte). Elaborazione artistica. (NASA)

Una base lunare avrà bisogno di mezzi efficienti per trasportare persone e merci tra la Terra e la Luna e successivamente tra la Luna e le altre destinazioni nello spazio interplanetario. Un vantaggio della Luna è il suo campo gravitazionale relativamente debole, che rende facile lanciare oggetti verso la Terra. L'assenza di un'atmosfera è un vantaggio e uno svantaggio - non esiste resistenza al lancio, ma è impossibile usare dei paracadute per rallentare la discesa sulla Luna, rendendo necessario impiegare del carburante per frenare. Un'alternativa possibile per le merci è circondare il carico con sistemi di ammortizzamento dell'urto - palloni o materiali leggeri - qualcosa di analogo è stato provato con il programma Ranger, dove è stato usato del legno di balsa.
Altre possibilità per lanciare materiale dalla Luna verso lo spazio esterno sono la catapulta elettromagnetica (mass driver), ovvero un binario su cui un veicolo viene accelerato elettromagneticamente, e l'ascensore spaziale, per trasportare uomini e merci ad una stazione spaziale posta in un punto lagrangiano tra Luna e Terra. È stato anche proposto un "cannone" spaziale, in cui l'accelerazione ai carichi verrebbe impressa da gas riscaldato.

## Sviluppo economico

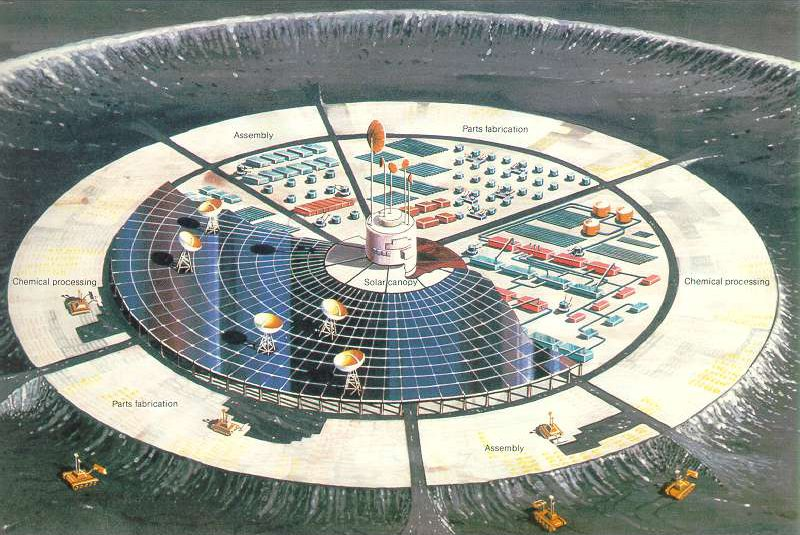
Rappresentazione artistica di una colonia robotica in grado di espandersi autonomamente (fonte: NASA)

Per una sostenibilità a lungo termine, una colonia spaziale dovrebbe essere autosufficiente o andarci molto vicino. L'estrazione mineraria e la raffinazione di materiali lunari da usare sulla Terra o in altri luoghi del sistema solare potrebbe essere una buona fonte di sostentamento, dato anche il minor costo energetico necessario rispetto alla Terra per lanciare i prodotti nello spazio.
Esportare verso la Terra potrebbe tuttavia essere più problematico e costoso; un materiale interessante potrebbe comunque essere l'elio-3, raro sulla Terra, prodotto dal vento solare che si è accumulato sulla superficie lunare nei miliardi di anni e che potrebbe rappresentare un combustibile utile per i reattori a fusione nucleare. Tuttavia l'abbondanza esatta dell'elio-3 sulla Luna non è nota; la Cina ha posto la misura di tale abbondanza tra gli scopi del suo programma di esplorazione lunare.
Tra le altre opportunità economiche rientrano il turismo, la possibilità di produrre materiali in ambienti sterili, nel vuoto e a bassa gravità, la ricerca e la manipolazione di materiali potenzialmente pericolosi sulla Terra e lo stoccaggio a lungo termine delle scorie nucleari.
La bassa gravità potrebbe far nascere specialità sportive quali il volo umano, da praticarsi sotto grandi cupole pressurizzate.
Le tecnologie sviluppate da una colonia lunare possono probabilmente trovare applicazione in altri ambienti altrettanto ostili, favorendo la colonizzazione di altri corpi celesti come ad esempio Mercurio.

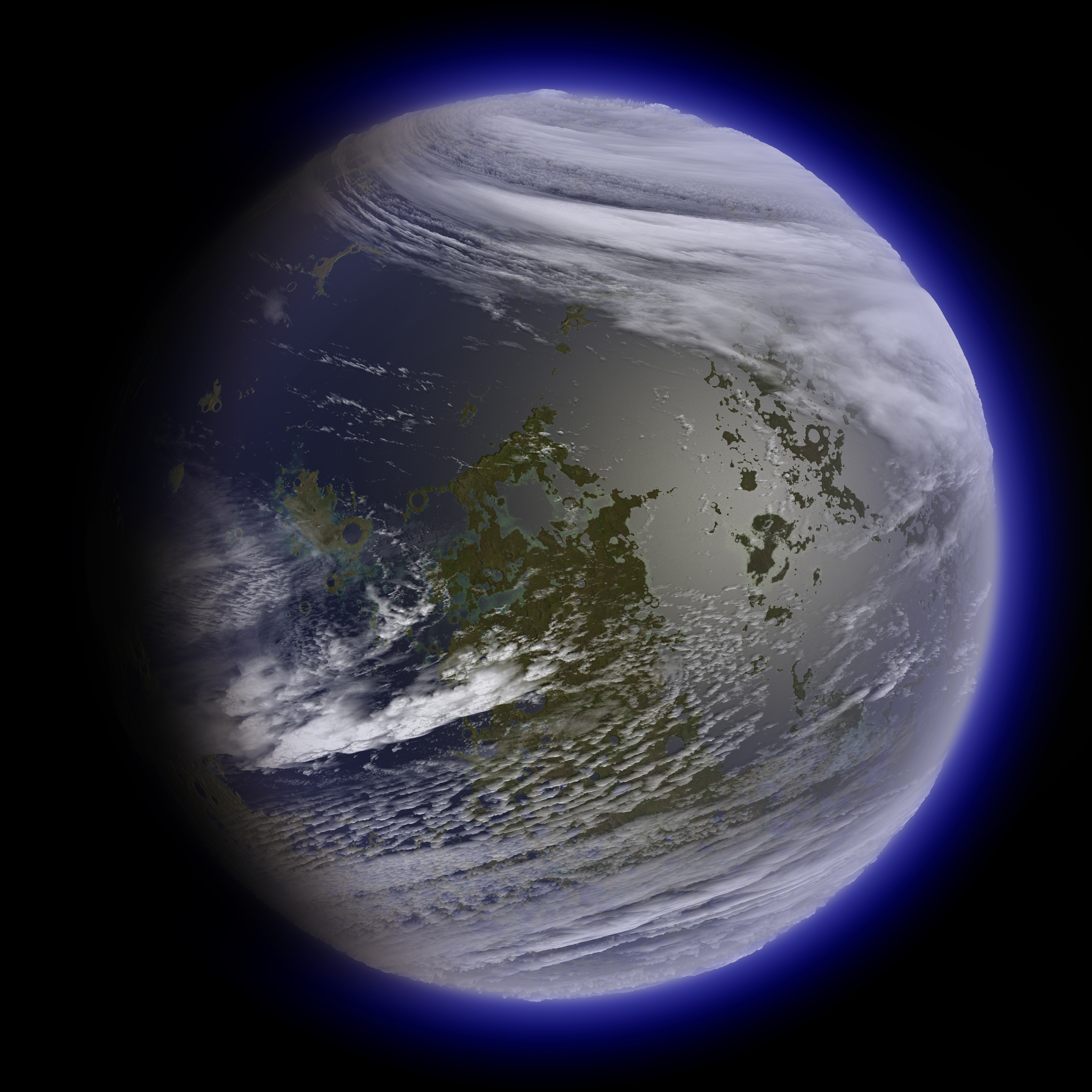
Rappresentazione artistica di una Luna sottoposta a terraformazione come potrebbe essere vista dalla Terra

## Le colonie lunari nella fantascienza
Le colonie lunari sono presenti in numerosi romanzi, racconti e film di fantascienza, benché non tutti abbiano la colonia in sé come elemento centrale della trama. Alcuni esempi di classici sono il romanzo La Luna è una severa maestra di Robert Heinlein (1965) e il film 2001: Odissea nello spazio di Stanley Kubrick. La serie televisiva Spazio 1999 ha per protagonista la base lunare Alpha su una Luna scagliata fuori dalla propria orbita ed errabonda nello spazio, a causa di un fenomeno collegato alla concentrazione di scorie nucleari in stoccaggio.